# Le Fief-Sauvin
Le Fief-Sauvin är en kommun i departementet Maine-et-Loire i regionen Pays de la Loire i nordvästra Frankrike. Kommunen ligger i kantonen Montrevault som tillhör arrondissementet Cholet. År 2018 hade Le Fief-Sauvin 1 671 invånare.

## Befolkningsutveckling
Antalet invånare i kommunen Le Fief-Sauvin
| Referens: INSEE |